# Dongshao (sockenhuvudort i Kina, Jiangxi Sheng, lat 26,94, long 116,00)
Dongshao är en sockenhuvudort i Kina. Den ligger i provinsen Jiangxi, i den sydöstra delen av landet, omkring 190 kilometer söder om provinshuvudstaden Nanchang. Antalet invånare är 20 195. Befolkningen består av 9 565 kvinnor och 10 630 män. Barn under 15 år utgör 19,0 %, vuxna 15-64 år 72 %, och äldre över 65 år 7,0 %.
Runt Dongshao är det ganska tätbefolkat, med 166 invånare per kvadratkilometer. Närmaste större samhälle är Luokou, 11,6 km sydost om Dongshao. I omgivningarna runt Dongshao växer huvudsakligen savannskog.
Genomsnittlig årsnederbörd är 2 261 millimeter. Den regnigaste månaden är maj, med i genomsnitt 345 mm nederbörd, och den torraste är oktober, med 22 mm nederbörd.